# ألفارو كويفا
ألفارو كويفا (بالإسبانية: Álvaro Cueva) هو صحفي مكسيكي، ولد في 29 يناير 1968.